# دیدرک (بهاباد)
دیدرک (بافق)، روستایی از توابع بخش بهاباد شهرستان بافق در استان یزد ایران است.

## جمعیت
این روستا در دهستان بنستان قرار دارد و براساس سرشماری مرکز آمار ایران در سال ۱۳۸۵، جمعیت آن ۷ نفر (۴خانوار) بوده‌است.